# Ошибка планирования

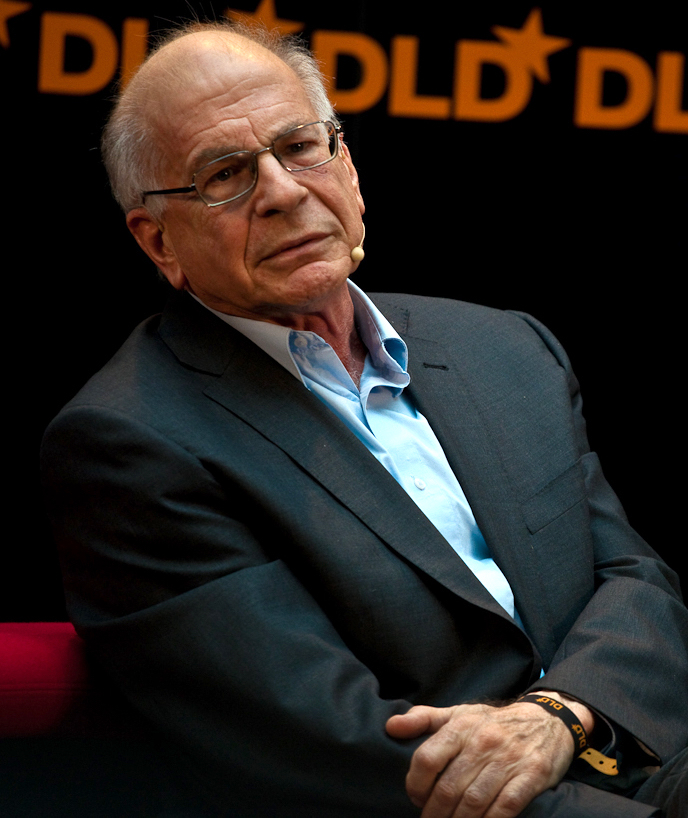
Даниэль Канеман, который вместе с Амосом Тверски предложил термин «ошибки планирования»

Ошибка планирования — когнитивное искажение, связанное с излишним оптимизмом и недооценкой времени, требуемого для выполнения задачи. Термин предложен Дэниелом Канеманом и Амосом Тверски в 1979 году.
Ошибка происходит независимо от того, знает ли индивидуум, что решение аналогичных задач в прошлом потребовало больше времени, чем планировалось. Искажение влияет только на прогнозы касательно собственных задач; сторонние наблюдатели при прогнозировании времени на решение задачи склонны, наоборот, завышать необходимое время. Ошибка планирования состоит в том, что прогнозы о времени на решение текущих задач более оптимистичны, чем это вытекает из опыта решения задач в прошлом и чем это оказывается в действительности. В 2003 году Ловалло и Канеман предложили расширить определение термина, включив в него недооценку не только времени, но также затрат и рисков от будущих действий. Кроме того, согласно расширенному определению в ошибки планирования входит переоценка пользы от будущих действий. Согласно этому определению, ошибки планирования приводят не только к перерасходу времени, но и к избыточным затратам и недостижению запланированных выгод.

## Эмпирические подтверждения

### В отношении личных задач
В исследовании 1994 года 37 студентам-психологам было предложено оценить, сколько времени потребуется, чтобы закончить их дипломные работы. Средняя оценка составила 33,9 дня. Они также оценили, сколько времени потребуется, «если всё пойдет наилучшим образом» (в среднем 27.4 дней) и «если всё пойдет наихудшим образом» (в среднем 48.6 дней). Средние фактические сроки выполнения работы составили 55,5 дня; только около 30 % учащихся закончили свою работу за то время, которое они предсказывали.
В другом исследовании студентов попросили оценить, когда бы они закончили свои личные академические проекты. В частности, исследователи попросили студентов оценить время, за которое они завершат свой проект с 50 %, 75 %, и 99 % вероятностью.
- 13 % испытуемых закончили свой проект за время, которому они дали 50 % вероятности;
- 19 % за время, которому дали 75 % вероятности;
- 45 % за время, которому дали 99 % вероятности.

Обследование канадских налогоплательщиков, опубликованное в 1997 году, показало, что они отправили свои налоговые декларации в среднем на неделю позже, чем они предсказывали. Налогоплательщики отлично знали, в какое время они направляли декларации в предшествующие годы, но думали, что в этот раз они сделают это быстрее. Это иллюстрирует ключевой момент в ошибке планирования: люди признают, что их прошлые прогнозы были чрезмерно оптимистичными, но каждый раз настаивают, что их текущие прогнозы реалистичны.

### В отношении коллективных задач
Картер и его коллеги провели три исследования в 2005 году, которые эмпирически подтверждают, что ошибки планирования также влияют на выполнение групповых задач. Эти исследования подчеркивают важность того, как временные рамки (фреймы) и настрой на успешное выполнение задач приводят к ошибкам планирования.

### Дополнительные исследования
Бент Флайвбьерг и Кэсс Санстейн утверждают, что «принцип прячущей руки» (hiding hand principle) Альберта Хиршмана описывает грубые ошибки планирования, и они проверили эмпирическую обоснованность этого принципа.

## Предложенные объяснения
- Канеман и Тверски изначально объясняли это искажение тем, что проектировщики сосредотачивают внимание на наиболее оптимистичном сценарии, а не используют в полной мере опыт выполнения аналогичных задач[6].
- Роджер Бюлер с коллегами анализируют это заблуждение на основе принятия желаемого за действительное; другими словами, люди думают, что задача будет выполнена быстро и легко, поскольку это то, чего они хотят[1].
- В другой статье Бюлер и коллеги предлагают объяснение с точки зрения корыстной предвзятости в том, как люди интерпретируют свои прошлые показатели. Относя прошлые успехи на свой счет, а неудачи — на влияние внешних факторов, люди могут искажать свое видение предстоящей задачи[1]. В одном из экспериментов было обнаружено, что когда люди делают свои прогнозы анонимно, они не склонны к излишнему оптимизму. Это говорит о том, что люди делают оптимистичные оценки с тем, чтобы создать благоприятное впечатление у других людей[13]. Здесь исследование ошибок планирования оказывается на стыке с исследованием самопрезентации.
- Другое объяснение, предложенное Роем и коллегами, состоит в том, что люди неправильно помнят количество времени, потребовавшегося на аналогичные задачи в прошлом[14].
- Исследования, проведенные Санна и его коллегами, указывают на то, что коллектив планировщиков, сосредоточившись на мысли об успешном завершении задачи, делает по ней более оптимистичные прогнозы[11].
- Объяснение на базе эффекта привязки предполагает, что люди становятся жертвами ошибок планирования потому, что в процессе планирования они сосредотачиваются только на самой будущей задаче и не принимают во внимание опыт решения прошлых задач[15].
- Фред Брукс в своём «Мифическом человеко-месяце» показал, что добавление новых сотрудников в конце затянутого проекта влечёт за собой дополнительные риски и накладные расходы и, как правило, приводит к дополнительной затяжке и удорожанию проекта («закон Брукса»).
- «Императив одобрения» предлагает ещё одно возможное объяснение: большая часть планирования проекта происходит в ситуации, в которой требуется получить разрешение на финансирование проекта, а поскольку планировщик часто заинтересован в том, чтобы получить такое разрешение, он склонен сознательно занижать оценку необходимых усилий. Легче получить прощение (в случае перерасхода), чем одобрение (для начала проекта, если реально оценить усилия). Джонс и Юске назвали такую преднамеренную недооценку «стратегическим искажением»[16].
- Не прибегая к психологическим объяснениям, Талеб рассматривает ошибки планирования как следствие естественной асимметрии и проблем масштабирования. Асимметрия возникает, если при решении задачи происходит непропорционально много случайных событий, вызывающих задержки или дополнительные расходы. Проблема масштабирования связана с тем, что последствия негативных событий не являются линейными: негативные события оказывают тем большее влияние, чем сложнее проект, поскольку в более сложном проекте труднее бороться с их последствиями. При этом то, что более ранние проекты были лучше спланированы (например, Эмпайр-Стейт-Билдинг, Хрустальный дворец, мост Золотые ворота) указывает на недостатки («хрупкость»), присущие современным системам планирования. Современные проекты, будучи компьютеризированы и менее локализованы, меньше поддаются пониманию и контролю со стороны людей, и больше зависят от транспорта[17].

## Методы противодействия

### Эффект сегментирования
Один из аспектов ошибки планирования состоит в том, что время, отводимое на задачу в целом, значительно меньше, чем сумма времени, отведенного на отдельные её более мелкие подзадачи. В исследовании, проведенном Форсайтом в 2008 году, был предложен эффект сегментирования для преодоления ошибок при планировании сложносоставных задач. В трех экспериментах было показано, что эффект сегментирования оказывает положительное действие. Однако, эффект сегментирования требует много когнитивных ресурсов и его не очень целесообразно использовать в повседневных ситуациях.

### Планы реализации
Планы реализации — это конкретные планы того, как, когда и где нужно действовать. Посредством различных экспериментов было показано, что планы реализации помогают людям планировать задачу в целом и предусмотреть все возможные сценарии. На первом этапе разработка планов реализации приводит к тому, что прогнозы становятся даже ещё более оптимистичными. Однако считается, что планирование реализации побуждает человека принять на себя обязательства по завершению задачи и тем самым мобилизует его волевые качества. Те участники экспериментов, которые разрабатывали планы реализации, начинали работать над задачей раньше, испытывали меньше перебоев, а в их прогнозах впоследствии снижался оптимистический уклон. Было также обнаружено, что сокращение перебоев в выполнении задачи вело к снижению оптимистического уклона.

### Прогнозирование по аналогам
Прогнозирование по аналогам основано на корректном количественном анализе фактических результатов прошлых действий, аналогичных планируемым.

## Реальные примеры

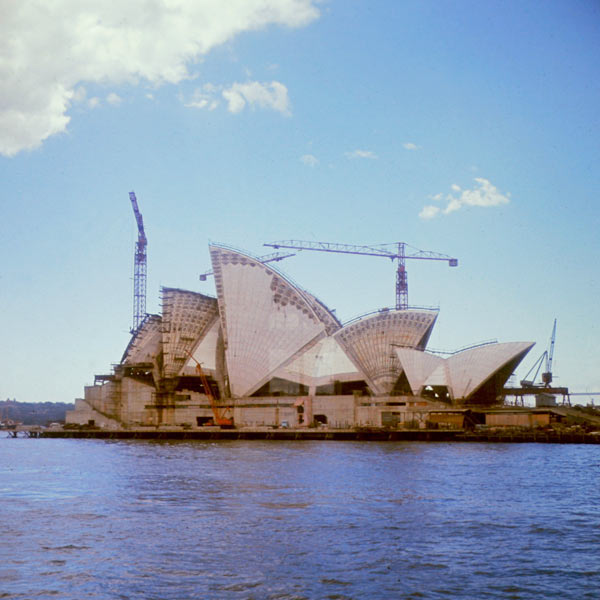
Сиднейский оперный театр, ещё в стадии строительства в 1966 году, через три года после ожидаемой даты завершения

Сиднейский оперный театр должен был быть завершен в 1963 году. В конечном итоге был открыт в 1973 году, спустя десятилетие, и в упрощённой версии. Первоначально стоимость оценивалась в $7 млн, но его несвоевременное завершение увеличило фактическую стоимость до $102 миллионов.
Оборонный проект Eurofighter Typhoon занял на шесть лет дольше, чем ожидалось, с превышением в 8 миллиардов евро над плановой стоимостью.
Центральная магистраль в Бостоне была завершена на семь лет позже, чем планировалось и с перерасходом в $12 миллиардов.
Международный аэропорт Денвера был открыт на шестнадцать месяцев позже, чем было запланировано и обошёлся в $4,8 млрд, более чем на $2 млрд больше, чем ожидалось.